# كاورلي
كاورلي، (بالإنجليزية: Caorle)‏، نطق (الإيطالية:ːkaːorle)، هي مدينة ساحلية في مدينة فينيسيا متروبوليتان، فينيتو، شمال إيطاليا، وتقع بين مصبات نهري ليفينزا، وليمين. تقع على البحر الأدرياتيكي بين مدينتين سياحيتين أخريين، إيراكليا، وبيبيون.

## السكان
في سنة 1871 بلغ عدد السكان 2٬371 نسمة، وتطور العدد ليصل في سنة 2011 لـ 11٬793 نسمة.
يظهر هذا المخطط البياني تطور النمو السكاني لـ كاورلي